# Zeuctoboarmia ruandana
Zeuctoboarmia ruandana là một loài bướm đêm trong họ Geometridae.